# Остеркамп, Теодор
Теодор Остеркамп (нем. Theodor Osterkamp; 15 апреля 1892 — 2 января 1975) — германский лётчик-истребитель, один из лучших асов Первой мировой войны с 32 сбитыми самолётами противника, единственный лётчик, ставший асом в двух Мировых войнах, кавалер ордена «Pour le Mérite».

## Биография
Теодор Остеркамп родился 15 апреля 1892 года в семье фабриканта в Ашерслебене. Учился в средней школе в Дессау. Далее обучался профессии лесника в лесном хозяйстве Дюрене.
В августе 1914 года Теодор Остеркамп был принят в военно-морскую авиацию. Проходил службу в качестве лётчика-наблюдателя во 2-й дивизии в 1915—1916 годах, затем стал лётчиком. Летал над побережьем Фландрии. В 1917 году получил образование лётчика-истребителя в истребительной школе в Пуцке. По окончании обучения направлен в Саксонскую военно-морскую Jagdflieger 1 (MFJ I). Проведя испытания новых самолетов Юнкерс J 7 и Junkers D.I (J 9) в марте 1917 года Теодор Остеркамп был произведён в лейтенанты. После этого 15 октября 1917 года был назначен командиром Jagdflieger 2 (MFJ II). Будучи опытным лётчиком-истребителем, 11 июля 1918 года приступил к проведению испытаний самолётов Junkers J 7 и J 9. Одержал 32 победы в воздушных боях и 2 сентября 1918 года награждён орденом «Pour le Mérite».
В феврале 1919 года Теодор Остеркамп стал почётным членом Ассоциации авиации. В этом же году вместе с другими добровольцами Йозефом Якобсом и Готтардом Заксенбергом принимал участие в боях против Красной Армии. В 1931 году он работал диспетчером в аэропорту города Киль.
В 1933 году принял активное участие в создании новых военно-воздушных сил и создании Jagdfliegerschule 1. Он также принимал участие во втором, третьем и четвёртом Международном туристическом авиационном конкурсе «Challenge 1930» в 1930 году (11-е место), «Challenge 1932» в 1932 году (12-е место) и «Challenge 1934» в 1934 году (5-е место).
Вторую мировую войну полковник Теодор Остеркамп встретил в должности командира Jagdgeschwader 51 (JG51). Первую победу во Второй мировой войне одержал 12 мая 1940 года. Всего за время войны на Западном фронте одержал 4 победы, 22 августа 1940 года был награждён Рыцарским крестом Железного креста. Во время Битвы за Британию одержал ещё две победы. В июле 1940 года передал командование JG 51 Вернеру Мёльдерсу.
Остеркамп был назначен на должность командующего истребительной авиацией 2-го воздушного флота и ему было присвоено звание генерал-майора. С 1 августа 1942 года по 5 апреля 1943 года командовал истребительной авиацией в Африке, затем с 15 июля в Сицилии. После серии различных назначений в 1944 году был назначен инспектором Люфтваффе. Ввиду ссоры с Верховным командованием был отправлен в отставку 21 декабря 1944 года. В 1945 году устроился на работу лесником в Нижней Саксонии.
До выхода на пенсию в 1966 году занимался бизнесом. Он скончался 2 января 1975 года.

## Награды
- Железный крест 2-го и 1-го класса — 1914[1]
- Медаль Воинской чести (Королевство Пруссия)
- Королевский орден Дома Гогенцоллернов рыцарский крест с мечами (Королевство Пруссия) — 14 июля 1917
- Pour le Mérite[1] (Королевство Пруссия) — 2 сентября 1917[2]
- Балтийский крест
- Почётный крест Первой мировой войны 1914/1918 с мечами
- Медаль «За выслугу лет в вермахте»
- Пряжка к Железному кресту 2-го и 1-го класса — 1939[3]
- Рыцарский крест Железного креста — 22 августа 1940[3]
- Манжетная лента «Африка»
- Знак военного летчика (Бавария)

## Мемуары
- в 1938 году опубликована автобиография «Ты или я — история взлетов и падений немецкого летчика-истребителя».